# Kim Joo-sung
Kim Joo-sung (ur. 17 stycznia 1966 w Yangyang) – południowokoreański piłkarz występujący na pozycji napastnika.

## Kariera klubowa
Kim karierę rozpoczynał w 1983 roku w drużynie z Chosun University. W 1987 roku trafił do klubu Daewoo Royals. W tym samym roku zdobył z nim mistrzostwo Korei Południowej. W 1990 roku wywalczył z zespołem wicemistrzostwo Korei Południowej, a w 1991 roku po raz drugi został z nim mistrzem Korei Południowej.
W 1992 roku Kim odszedł do niemieckiego VfL Bochum. W Bundeslidze zadebiutował 18 września 1992 roku w zremisowanym 2:2 meczu z Bayerem 04 Leverkusen. W 1993 roku spadł z klubem do 2. Bundesligi. W Bochum spędził jeszcze rok.
W 1994 roku powrócił do drużyny Daewoo Royals. W 1996 roku zmieniła ona nazwę na Pusan Daewoo Royals. W 1997 roku Kim zdobył z nim mistrzostwo Korei Południowej. W 1999 roku został z zespołem wicemistrzem Korei Południowej. W tym samym roku zakończył karierę.

## Kariera reprezentacyjna
W reprezentacji Korei Południowej Kim zadebiutował 21 lipca 1985 roku. W 1986 roku został powołany do kadry na Mistrzostwa Świata. Zagrał na nich w meczach z Argentyną (1:3), Bułgarią (1:1) oraz Włochami (2:3). Z tamtego turnieju Korea Południowa odpadła po fazie grupowej.
W 1988 roku Kim uczestniczył w Pucharze Azji. Zaliczył tam występy w spotkaniach ze Zjednoczonymi Emiratami Arabskimi (1:0), Japonią (2:0), Katarem (3:2), Chinami (2:1) oraz w finale z Arabią Saudyjską (0:0, 3:4 po rzutach karnych). W meczach z Japonią i Katarem zdobył po jednej bramce. W 1988 roku wziął również udział w Letnich Igrzyskach Olimpijskich.
W 1990 roku wraz z drużyną narodową Kim pojechał na Mistrzostwa Świata do Włoch. Zagrał tam w pojedynkach z Belgią (0:2), Hiszpanią (1:3) i Urugwajem (0:1), a Korea Południowa zakończyła udział w mundialu na fazie grupowej.
W 1994 roku Kim po raz trzeci uczestniczył w Mistrzostwach Świata. Wystąpił tam w trzech spotkaniach, z Hiszpanią (2:2), Boliwią (0:0) oraz Niemcami (2:3). Natomiast Korea Południowa po raz kolejny odpadła z turnieju po fazie grupowej.
W 1996 roku Kim znalazł się w kadrze na Puchar Azji. Wystąpił na nim w pojedynkach ze Zjednoczonymi Emiratami Arabskimi (1:1), Indonezją (4:2), Kuwejtem (2:0) oraz Iranem (2:6). Tamten turniej Korea Południowa zakończyła na ćwierćfinale. W latach 1985–1996 w drużynie narodowej Kim rozegrał w sumie 77 spotkań i zdobył 13 bramek.